# Silesia Rebels
I Silesia Rebels sono una squadra di football americano di Katowice, in Polonia. Fondati nel 2006 come Silesia Miners, si sono fusi nel 2012 con i Ruda Śląska Warriors; giocano in PFL1, il massimo livello del campionato polacco. Hanno vinto un titolo nazionale.

## Dettaglio stagioni

### Tornei nazionali

#### Campionato

##### PLFA/PLFA I (primo livello)/Topliga/LFA1/PFL1
| Stagione | regular season | regular season | regular season | regular season | regular season | regular season | playoff | playoff | playoff | playoff | playoff | playoff     | playoff           |
|          | Vin            | Par            | Per            | Tot            | PF             | PS             | Vin     | Per     | Tot     | PF      | PS      | risultato   | avversaria        |
| -------- | -------------- | -------------- | -------------- | -------------- | -------------- | -------------- | ------- | ------- | ------- | ------- | ------- | ----------- | ----------------- |
| 2007     | 4              | 0              | 2              | 6              | 141            | 78             | 1       | 1       | 2       | 16      | 31      | Polish Bowl | The Crew Wrocław  |
| 2008     | 3              | 0              | 4              | 7              | 138            | 116            | -       | -       | -       | -       | -       | -           | -                 |
| 2009     | 5              | 0              | 2              | 7              | 177            | 91             | 2       | 0       | 2       | 49      | 33      | Campioni    | The Crew Wrocław  |
| 2010     | 1              | 0              | 6              | 7              | 89             | 137            | -       | -       | -       | -       | -       | -           | -                 |
| 2011     | 2              | 0              | 7              | 9              | 162            | 284            | -       | -       | -       | -       | -       | -           | -                 |
| 2012     | 3              | 0              | 7              | 10             | 183            | 373            | 0       | 1       | 1       | 7       | 52      | Semifinale  | Seahawks Gdynia   |
| 2013     | 2              | 0              | 8              | 10             | 89             | 340            | -       | -       | -       | -       | -       | -           | -                 |
| 2020     | 0              | 0              | 5              | 5              | 95             | 196            | -       | -       | -       | -       | -       | -           | -                 |
| 2021     | 2              | 0              | 4              | 6              | 120            | 144            | 1       | 1       | 2       | 34      | 71      | Semifinale  | Bydgoszcz Archers |
| Totale   | 22             | 0              | 45             | 67             | 1194           | 1759           | 4       | 3       | 7       | 106     | 187     |             |                   |

Fonti: Enciclopedia del Football - A cura di Roberto Mezzetti

##### LFA1
Questi tornei - pur essendo del massimo livello della loro federazione - non sono considerati ufficiali in quanto organizzati da una federazione "rivale" rispetto a quella ufficialmente riconosciuta dagli organismi nazionali e internazionali.
| Stagione | regular season | regular season | regular season | regular season | regular season | regular season | playoff | playoff | playoff | playoff | playoff | playoff   | playoff    |
|          | Vin            | Par            | Per            | Tot            | PF             | PS             | Vin     | Per     | Tot     | PF      | PS      | risultato | avversaria |
| -------- | -------------- | -------------- | -------------- | -------------- | -------------- | -------------- | ------- | ------- | ------- | ------- | ------- | --------- | ---------- |
| 2018     | 4              | 0              | 4              | 8              | 156            | 166            | -       | -       | -       | -       | -       | -         | -          |
| Totale   | 4              | 0              | 4              | 8              | 156            | 166            | -       | -       | -       | -       | -       |           |            |

Fonti: Enciclopedia del Football - A cura di Roberto Mezzetti

##### PLFA II (secondo livello)/PLFA I (secondo livello)
| Stagione | regular season | regular season | regular season | regular season | regular season | regular season | playoff | playoff | playoff | playoff | playoff | playoff   | playoff        |
|          | Vin            | Par            | Per            | Tot            | PF             | PS             | Vin     | Per     | Tot     | PF      | PS      | risultato | avversaria     |
| -------- | -------------- | -------------- | -------------- | -------------- | -------------- | -------------- | ------- | ------- | ------- | ------- | ------- | --------- | -------------- |
| 2009     | 1              | 0              | 5              | 6              | 84             | 215            | -       | -       | -       | -       | -       | -         | -              |
| 2010     | 0              | 0              | 6              | 6              | 68             | 184            | -       | -       | -       | -       | -       | -         | -              |
| 2011     | 4              | 0              | 2              | 6              | 116            | 71             | 0       | 1       | 1       | 8       | 18      | Wild Card | Mustangs Płock |
| 2015     | 4              | 0              | 4              | 8              | 156            | 195            | -       | -       | -       | -       | -       | -         | -              |
| 2016     | 4              | 0              | 4              | 8              | 169            | 171            | -       | -       | -       | -       | -       | -         | -              |
| 2017     | 4              | 0              | 4              | 8              | 117            | 136            | -       | -       | -       | -       | -       | -         | -              |
| Totale   | 17             | 0              | 25             | 42             | 710            | 997            | 0       | 1       | 1       | 8       | 18      |           |                |

Fonti: Enciclopedia del Football - A cura di Roberto Mezzetti

##### LFA2
Questi tornei non sono considerati ufficiali in quanto organizzati da una federazione "rivale" rispetto a quella ufficialmente riconosciuta dagli organismi nazionali e internazionali.
| Stagione | regular season | regular season | regular season | regular season | regular season | regular season | playoff | playoff | playoff | playoff | playoff | playoff   | playoff         |
|          | Vin            | Par            | Per            | Tot            | PF             | PS             | Vin     | Per     | Tot     | PF      | PS      | risultato | avversaria      |
| -------- | -------------- | -------------- | -------------- | -------------- | -------------- | -------------- | ------- | ------- | ------- | ------- | ------- | --------- | --------------- |
| 2019     | 8              | 0              | 0              | 8              | 314            | 70             | 1       | 1       | 2       | 21      | 43      | Finale    | Armada Szczecin |
| Totale   | 8              | 0              | 0              | 8              | 314            | 70             | 1       | 1       | 2       | 21      | 43      |           |                 |

Fonti: Enciclopedia del Football - A cura di Roberto Mezzetti

##### PLFA II (terzo livello)
| Stagione | regular season | regular season | regular season | regular season | regular season | regular season | playoff | playoff | playoff | playoff | playoff | playoff   | playoff        |
|          | Vin            | Par            | Per            | Tot            | PF             | PS             | Vin     | Per     | Tot     | PF      | PS      | risultato | avversaria     |
| -------- | -------------- | -------------- | -------------- | -------------- | -------------- | -------------- | ------- | ------- | ------- | ------- | ------- | --------- | -------------- |
| 2014     | 6              | 0              | 0              | 6              | 194            | 34             | 3       | 0       | 3       | 59      | 26      | Campioni  | Seahawks Sopot |
| Totale   | 6              | 0              | 0              | 6              | 194            | 34             | 3       | 0       | 3       | 59      | 26      |           |                |

Fonti: Enciclopedia del Football - A cura di Roberto Mezzetti

##### PFL9
| Stagione | regular season | regular season | regular season | regular season | regular season | regular season | playoff | playoff | playoff | playoff | playoff | playoff          | playoff                  |
|          | Vin            | Par            | Per            | Tot            | PF             | PS             | Vin     | Per     | Tot     | PF      | PS      | risultato        | avversaria               |
| -------- | -------------- | -------------- | -------------- | -------------- | -------------- | -------------- | ------- | ------- | ------- | ------- | ------- | ---------------- | ------------------------ |
| 2021     | 4              | 0              | 0              | 4              | 194            | 34             | 0       | 1       | 1       | 38      | 52      | Quarti di finale | Jaguars Kąty Wrocławskie |
| Totale   | 4              | 0              | 0              | 4              | 194            | 34             | 0       | 1       | 1       | 38      | 52      |                  |                          |

Fonti: Enciclopedia del Football - A cura di Roberto Mezzetti

##### LFA9
Questi tornei non sono considerati ufficiali in quanto organizzati da una federazione "rivale" rispetto a quella ufficialmente riconosciuta dagli organismi nazionali e internazionali.
| Stagione | regular season | regular season | regular season | regular season | regular season | regular season | playoff | playoff | playoff | playoff | playoff | playoff   | playoff    |
|          | Vin            | Par            | Per            | Tot            | PF             | PS             | Vin     | Per     | Tot     | PF      | PS      | risultato | avversaria |
| -------- | -------------- | -------------- | -------------- | -------------- | -------------- | -------------- | ------- | ------- | ------- | ------- | ------- | --------- | ---------- |
| 2018     | 0              | 0              | 4              | 4              | 62             | 121            | -       | -       | -       | -       | -       | -         | -          |
| Totale   | 0              | 0              | 4              | 4              | 62             | 121            | -       | -       | -       | -       | -       |           |            |

Fonti: Enciclopedia del Football - A cura di Roberto Mezzetti

##### PLFA8
| Stagione | regular season | regular season | regular season | regular season | regular season | regular season | playoff | playoff | playoff | playoff | playoff | playoff     | playoff           |
|          | Vin            | Par            | Per            | Tot            | PF             | PS             | Vin     | Per     | Tot     | PF      | PS      | risultato   | avversaria        |
| -------- | -------------- | -------------- | -------------- | -------------- | -------------- | -------------- | ------- | ------- | ------- | ------- | ------- | ----------- | ----------------- |
| 2011     | 2              | 0              | 1              | 3              | 69             | 71             | 1       | 1       | 2       | 48      | 52      | Terzo posto | Warsaw Spartans B |
| 2014     | 1              | 0              | 2              | 3              | 14             | 58             | -       | -       | -       | -       | -       | -           | -                 |
| Totale   | 3              | 0              | 3              | 6              | 83             | 129            | 1       | 1       | 2       | 48      | 52      |             |                   |

Fonti: Enciclopedia del Football - A cura di Roberto Mezzetti

### Riepilogo fasi finali disputate
| Anno              | Luogo     | Evento | Fase del torneo  | Incontro                                    | Risultato |
| 28 settembre 2019 |           | LFA2   | Finale           | Armada Szczecin - Silesia Rebels            | 27 - 0    |
| 3 luglio 2021     | Bydgoszcz | PFL1   | Finale           | Bydgoszcz Archers - Silesia Rebels          | 50 - 8    |
| 17 ottobre 2021   | Katowice  | PFL9   | Quarti di finale | Silesia Rebels B - Jaguars Kąty Wrocławskie | 38 - 52   |

## Palmarès
- 1 SuperFinał[6] (2009)
- 1 PLFA II (2014)